# 東近江ケーブルネットワーク
東近江ケーブルネットワーク株式会社（ひがしおうみケーブルネットワーク、Higashiomi Cable Network）は、滋賀県東近江市をサービスエリアとし、ケーブルテレビ放送、インターネットおよびIP電話事業を業務とする第三セクターのケーブルテレビ局である。愛称は東近江スマイルネット（ひがしおうみスマイルネット）。

## 事業所
全て滋賀県東近江市。
- 本社 - 池庄町505番地（東近江市役所 湖東支所所在地[2]）
- 東近江スマイルネットサービスセンター - 八日市上之町7番5号

## 沿革
- 2004年（平成16年）10月28日 - 八日市市・永源寺町・五個荘町・愛東町・湖東町合併協議会[3]において、新市・東近江市全域をサービスエリアとするケーブルテレビ整備計画（案）を公表[4]。
- 2005年（平成17年）2月11日 - 新設合併により東近江市が発足。旧湖東町の湖東コミュニティネットワークを引き継ぐ[5]。
- 2006年（平成18年）
  - 4月12日 - 東近江ケーブルネットワーク株式会社が設立[1]。本社を東近江市八日市緑町に設置[6]。
  - 7月28日 - 総務省近畿総合通信局より放送施設の設置が許可される[1]。
  - 10月16日 - 本社を東近江市池庄町505に移転[7]。
  - 12月1日 - 開局（旧能登川町・蒲生町を除く）[1][8]。テレビ放送およびインターネット接続サービスの提供を開始[1]。
- 2007年（平成19年） - 旧能登川町・蒲生町でのサービスを開始。
- 2012年（平成24年）9月1日 - IP電話のサービスを開始[1]。
- 2015年（平成27年）3月31日 - 地上デジタル放送のデジアナ変換を終了[9]。

## サービスエリア
- 滋賀県東近江市の全域[1][10]

## 光テレビ
現在のチャンネルの詳細は、公式サイトのチャンネル一覧を参照。

### 地上波系列別再放送局
| NHK-G   | NHK-E   | NNN/NNS    | ANN            | JNN      | TXN | FNN/FNS    | JAITS              |
| ------- | ------- | ---------- | -------------- | -------- | --- | ---------- | ------------------ |
| NHK大津 | NHK大阪 | 読売テレビ | 朝日放送テレビ | 毎日放送 |     | 関西テレビ | びわ湖放送 KBS京都 |

### テレビ
| チャンネル | 放送局                                     |
| ---------- | ------------------------------------------ |
| 011        | NHK大津・総合                              |
| 021        | NHK大阪 Eテレ                              |
| 031        | びわ湖放送                                 |
| 041        | 毎日放送                                   |
| 051        | KBS京都                                    |
| 061        | 朝日放送テレビ                             |
| 081        | 関西テレビ                                 |
| 101        | 読売テレビ                                 |
| 111        | コミュニティチャンネル                     |
| 112        | 文字放送                                   |
| BS101      | NHK BS                                     |
| BS141      | BS日テレ                                   |
| BS151      | BS朝日                                     |
| BS161      | BS-TBS                                     |
| BS171      | BSテレ東                                   |
| BS181      | BSフジ                                     |
| BS191      | WOWOWプライム（別契約）                    |
| BS192      | WOWOWライブ（別契約）                      |
| BS193      | WOWOWシネマ（別契約）                      |
| BS200      | BS10                                       |
| BS201      | BS10スターチャンネル（別契約）             |
| BS211      | BS11 イレブン                              |
| BS222      | BS12 トゥエルビ                            |
| BS231      | 放送大学テレビ                             |
| BS232      | 放送大学テレビ(サブチャンネル)             |
| BS260      | J:COM BS                                   |
| BS265      | BSよしもと                                 |
| 4K-BS101   | NHK BSプレミアム4K                         |
| 8K-BS102   | NHK BS8K                                   |
| 4K-BS141   | BS日テレ 4K                                |
| 4K-BS151   | BS朝日 4K                                  |
| 4K-BS161   | BS-TBS 4K                                  |
| 4K-BS171   | BSテレ東 4K                                |
| 4K-BS181   | BSフジ 4K                                  |
| 4K-BS211   | ショップチャンネル 4K                      |
| 4K-BS221   | 4K QVC                                     |
| 525        | 女性チャンネル♪LaLa TV(HD)                 |
| 531        | J SPORTS 1                                 |
| 532        | J SPORTS 2                                 |
| 534        | スカイ・A HD                               |
| 535        | GAORA SPORTS                               |
| 536        | 日テレジータス HD                          |
| 537        | ゴルフネットワークHD                       |
| 550        | チャンネルNECO-HD                          |
| 552        | 日本映画専門チャンネルHD                   |
| 555        | スーパー!ドラマTV HD                       |
| 556        | ムービープラスHD                           |
| 559        | ザ・シネマHD                               |
| 563        | 衛星劇場HD                                 |
| 565        | TBSチャンネル1 最新ドラマ・音楽・映画      |
| 568        | ホームドラマチャンネルHD                   |
| 596        | ディスカバリーチャンネル                   |
| 500        | えんてれ                                   |
| 710        | ショップチャンネル                         |
| 711        | QVC                                        |
| 712        | お天気チャンネル                           |
| 515        | フジテレビTWO ドラマ・アニメ               |
| 522        | MONDO TV                                   |
| 513        | フジテレビNEXT ライブ・プレミアム          |
| 514        | フジテレビONE スポーツ・バラエティ         |
| 541        | 釣りビジョン                               |
| 549        | アジアドラマチックTV★So-net                |
| 551        | ファミリー劇場                             |
| 553        | 時代劇専門チャンネル                       |
| 554        | Dlife                                      |
| 558        | ミステリーチャンネル                       |
| 563        | 衛星劇場                                   |
| 564        | 東映チャンネル                             |
| 565        | TBSチャンネル1 最新ドラマ・音楽・映画      |
| 569        | V☆パラダイス                               |
| 570        | スペースシャワーTV                         |
| 571        | Mnet                                       |
| 572        | MTV                                        |
| 573        | MUSIC ON! TV（エムオン!）                  |
| 574        | 歌謡ポップスチャンネル                     |
| 580        | カートゥーン ネットワーク                  |
| 581        | キッズステーション                         |
| 582        | アニマックス                               |
| 583        | アニメシアターX(AT-X)                      |
| 590        | 日経CNBC                                   |
| 591        | BBCワールドニュース                        |
| 592        | CNNj                                       |
| 593        | 日テレNEWS24                               |
| 595        | テレ朝チャンネル2 ニュース・情報・スポーツ |
| 598        | ヒストリーチャンネル™                      |
| 599        | ナショナルジオグラフィックチャンネル       |

- BS・CSの各チャンネルはセットトップボックスとの接続（4K・8K放送を除く）あるいはBSパススルー対応の機器の設置（BS・4K・8K放送のみ）が必要となる。
- CS放送はJC-HITSを使用している[1]。

### ラジオ局
| MHz  | 放送局      |
| ---- | ----------- |
| 77.0 | e-radio     |
| 79.4 | α-station   |
| 84.0 | NHK大津FM   |
| 81.5 | Radio Sweet |

音声告知放送が実施されている。

## 光ネット
インターネットの接続サービスは、以下のプランが設定されている。ZAQがインターネットバックボーンとなっている。
- スマイル10ギガ
- スマイル5ギガ
- スマイル1ギガ
- スマイル100M
- スマイル60M
- スマイル30M

## 光電話
「スマイル光電話」の名称で、IP電話のサービスが提供されている。西日本電信電話（NTT西日本）の電話番号をそのまま利用することが可能であるが、＃9110など発信できない短縮ダイヤルや電話番号がある。